# Riesgos catastróficos globales

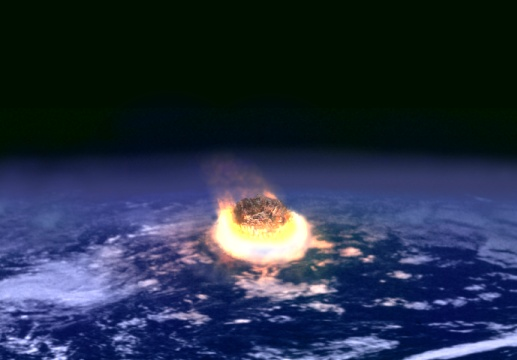
Impresión artística de un impacto cósmico. Tal impacto podría haber sido la causa de la extinción de los dinosaurios no avianos.

La noción de riesgo catastrófico global o riesgo de desastre global es introducida en 2008 por el filósofo Nick Bostrom para designar un evento futuro hipotético que tenga el potencial de degradar el bienestar de la mayoría de la humanidad, por ejemplo, destruyendo la civilización moderna. También había propuesto, ya en 2002, llamar riesgo existencial a un evento que podría causar la extinción de la humanidad o una pérdida permanente del potencial futuro de la humanidad.

## Ámbito
Entre las posibles catástrofes globales se incluyen no solo el cambio climático, las pandemias y guerras nucleares, sino también los riesgos relacionados con la nanotecnología o una absorción por parte de una inteligencia artificial hostil, y los eventos originados en el espacio tales como los impactos de meteoritos.
Un estudio cuantitativo riguroso de estos riesgos es difícil, debido a la incertidumbre acerca de las consecuencias finales del peligro que desencadena la catástrofe, y la probabilidad de este peligro, y también debido a muchos sesgos cognitivos que complican el análisis. Además, un evento que pueda haber causado la extinción de la humanidad o la destrucción completa de la civilización obviamente nunca ha ocurrido desde que existe la especie, y la probabilidad de que ocurra se minimiza. Este fenómeno se conoce en las estadísticas bajo el nombre de sesgo de selección.
En economía, los eventos con una probabilidad muy baja pero con consecuencias desastrosas para la economía global se llaman riesgos omega. Un riesgo omega es el riesgo de que un evento reduzca el PIB global en más del 50% en una década. Los riesgos omega se caracterizan por dos características clave: el marco temporal y el impacto en la economía. Primero, un evento debe tener el potencial de reducir el PIB global en más del 50%. Segundo, la caída del PIB debe ocurrir dentro de los 10 años desde el impacto hasta el efecto. Por lo tanto, excluimos eventos como crisis demográficas resultantes de bajas tasas de natalidad, aunque puedan llevar a una caída del PIB (la caída no es abrupta). La definición enfatiza las consecuencias económicas y permite una clasificación precisa de los riesgos catastróficos en esta categoría.
Aunque los riesgos de una catástrofe global han sido el tema de muchos escenarios de ciencia ficción (a menudo modernizando mitos muy antiguos como el de Pandora) y de declaraciones alarmistas en los años cincuenta, es solo al principio del siglo XXI que varias organizaciones comenzaron a estudiarlas sistemáticamente, especialmente bajo el impulso de los movimientos transhumanistas.

## Clasificaciones

### Riesgos mayores
Un riesgo mayor es un evento incierto cuya realización a menudo no es muy probable, pero cuyos efectos negativos son considerables. Los geógrafos y muchos especialistas después de ellos dividen esta noción en tres términos:
1. el peligro, que es el evento incierto en sí mismo,
2. los riesgos, que son los valores socioeconómicos o ecológicos sujetos a los efectos del peligro cuando ocurre, y
3. la vulnerabilidad, que establece el grado en mayor o menor grado de la destrucción de los logros por estos efectos.[5]

Por ejemplo, en el caso del riesgo de inundación de un río, el peligro es la inundación del curso de agua, los riesgos son las personas y los bienes expuestos a la inundación, y finalmente, la vulnerabilidad se mide en particular teniendo en cuenta la altura, resistencia y estanqueidad de los edificios en cuestión.

### Riesgo de catástrofe global y riesgo existencial
El filósofo Nick Bostrom introdujo en 2002 la noción de riesgo existencial, y en 2008 la noción de riesgo catastrófico global, en relación con una clasificación de riesgo según su extensión e intensidad, el rango desde la escala individual a todas las generaciones futuras, y la intensidad de "imperceptible" hasta "máximo" (los ejemplos se dan en la tabla a continuación). En esta escala, se define un "riesgo de catástrofe global" como al menos "global" (que afecta a la mayoría de los seres humanos) y de "mayor" intensidad (que afecta el bienestar de las personas durante un período prolongado). Un "riesgo existencial" se define como "transgeneracional" y "máximo" (irreversible y fatal a corto plazo). Por lo tanto, un riesgo existencial destruye a la humanidad (o incluso a todas las formas de vida superior) o al menos no deja ninguna posibilidad de la reaparición de una civilización, mientras que una catástrofe global, incluso si matara a la mayoría de los humanos, dejaría una oportunidad para sobrevivir y reconstruir a los otros. Bostrom considera, por lo tanto, que los riesgos existenciales son mucho más significativos; también señala que la humanidad no podría haber considerado un riesgo existencial antes de 1950, y que todas las estrategias diseñadas para reducir los riesgos de catástrofe global son ineficaces frente a las amenazas de extinción completas.
Independientemente de este trabajo, en Catastrophe: Risk and Response, Richard Posner en 2004 agrupó eventos que trajeron "un completo trastorno o ruina" a escala global (en lugar de local o regional), considerándolos como dignos de atención especial, en términos de análisis de costo-beneficio, porque podrían, directa o indirectamente, poner en peligro la supervivencia de la humanidad en su conjunto. Entre los eventos discutidos por Posner se encuentran los impactos cósmicos, el calentamiento global, las plagas grises, el bioterrorismo y los accidentes en los aceleradores de partículas.
Casi por definición, las catástrofes globales no solo son riesgos importantes, sino que representan una vulnerabilidad máxima y problemas tan vastos que son imposibles de cuantificar. Esto resulta en una confusión frecuente entre riesgo y peligro en este caso. 

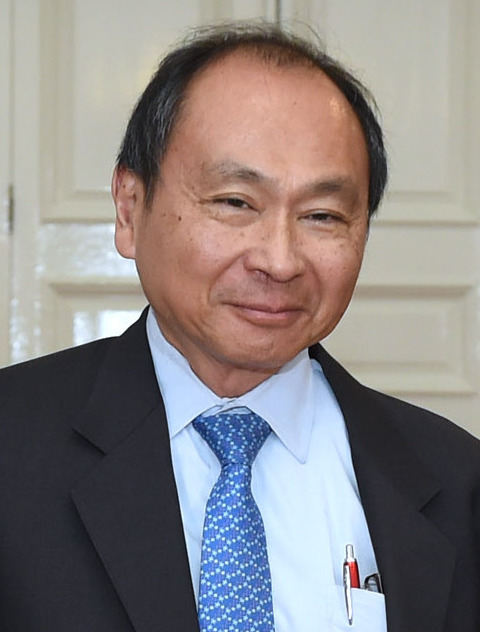
Francis Fukuyama en 2015

| riesgo            | imperceptible                        | soportable                   | mayor                                    | máximo                      |
| personal          | Pérdida de un cabello                | Pérdida de un dedo           | Amputación de una pierna                 | muerte                      |
| local             | Tráfico lento                        | Cortar carreteras            | destrucción de infraestructuras          | Terremoto de 1755 en Lisboa |
| total             | Calentamiento global                 | Año sin verano               | Destrucción completa de la capa de ozono | Invierno nuclear            |
| transgeneracional | Pérdida de una especie de escarabajo | Desaparición de los felinos. | Extinción del holoceno                   | Fin de la humanidad         |

### Clasificación según los escenarios
Bostrom identifica cuatro tipos de escenarios de catástrofes globales. Las "explosiones" son desastres brutales (accidentales o deliberadas); los ejemplos más probables son la guerra nuclear, el uso agresivo (y fuera de control) de la biotecnología o nanotecnología, y los impactos cósmicos. Los colapsos  son escenarios de degradación progresiva de las estructuras sociales en las que la humanidad sobrevive, pero la civilización se destruye irremediablemente, por ejemplo, por el agotamiento de los recursos naturales o por la disminución de las presiones disgénica, bajando la inteligencia media. Los alaridos son escenarios de futuros distópicos, como los regímenes totalitarios que utilizan inteligencias artificiales para controlar la especie humana. Los gemidos son disminuciones graduales en los valores, y después en la civilización. Nick Bostrom considera que los últimos tres tipos de escenarios impiden (más o menos definitivamente) que la humanidad se dé cuenta de su potencial. Francis Fukuyama cree que este argumento, que se basa en los valores del transhumanismo, no es suficiente en sí mismo para clasificar a todos como riesgos de catástrofe global.

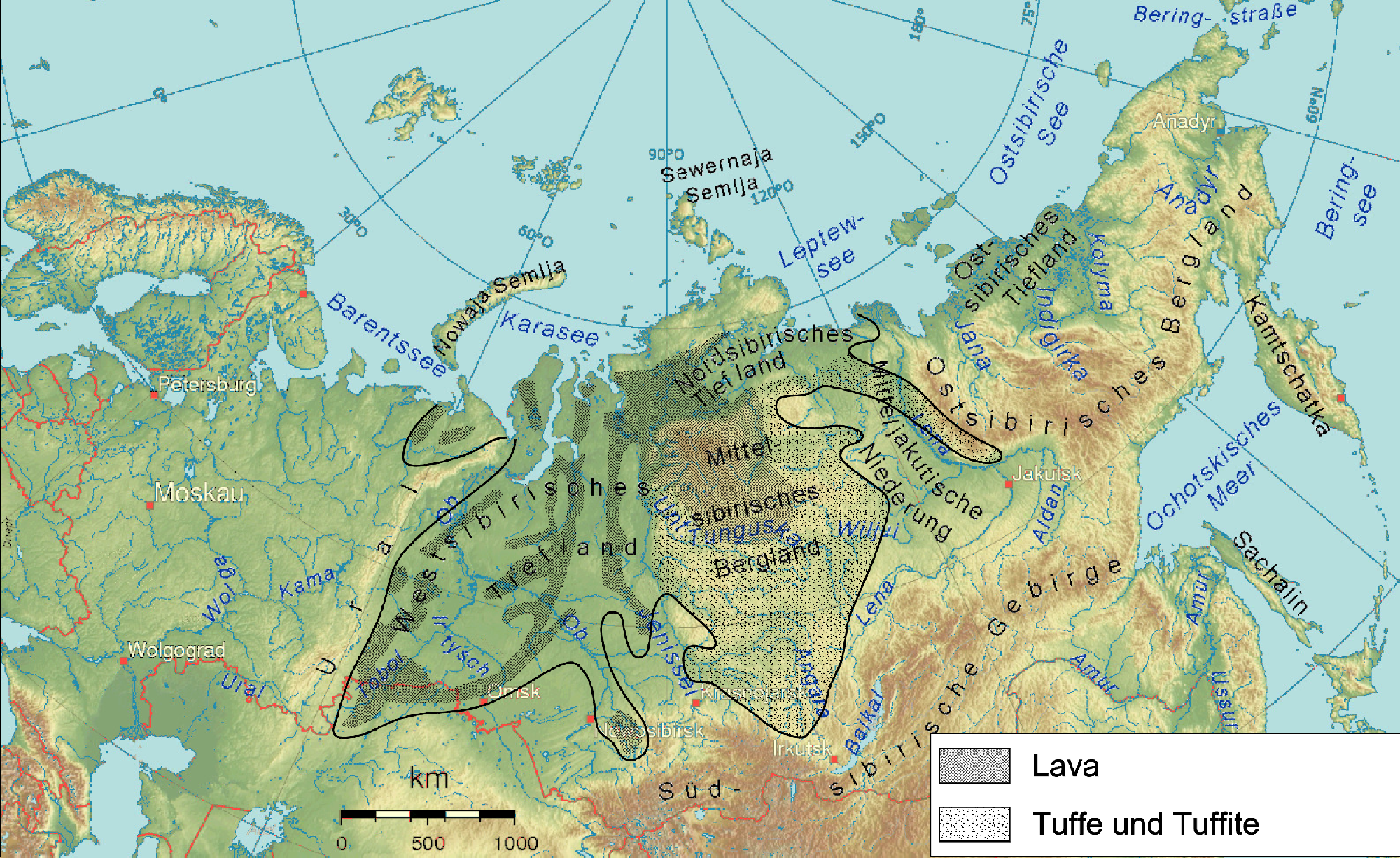
Extensión de los traps siberianos (mapa en alemán)

## Fuentes potenciales de riesgo

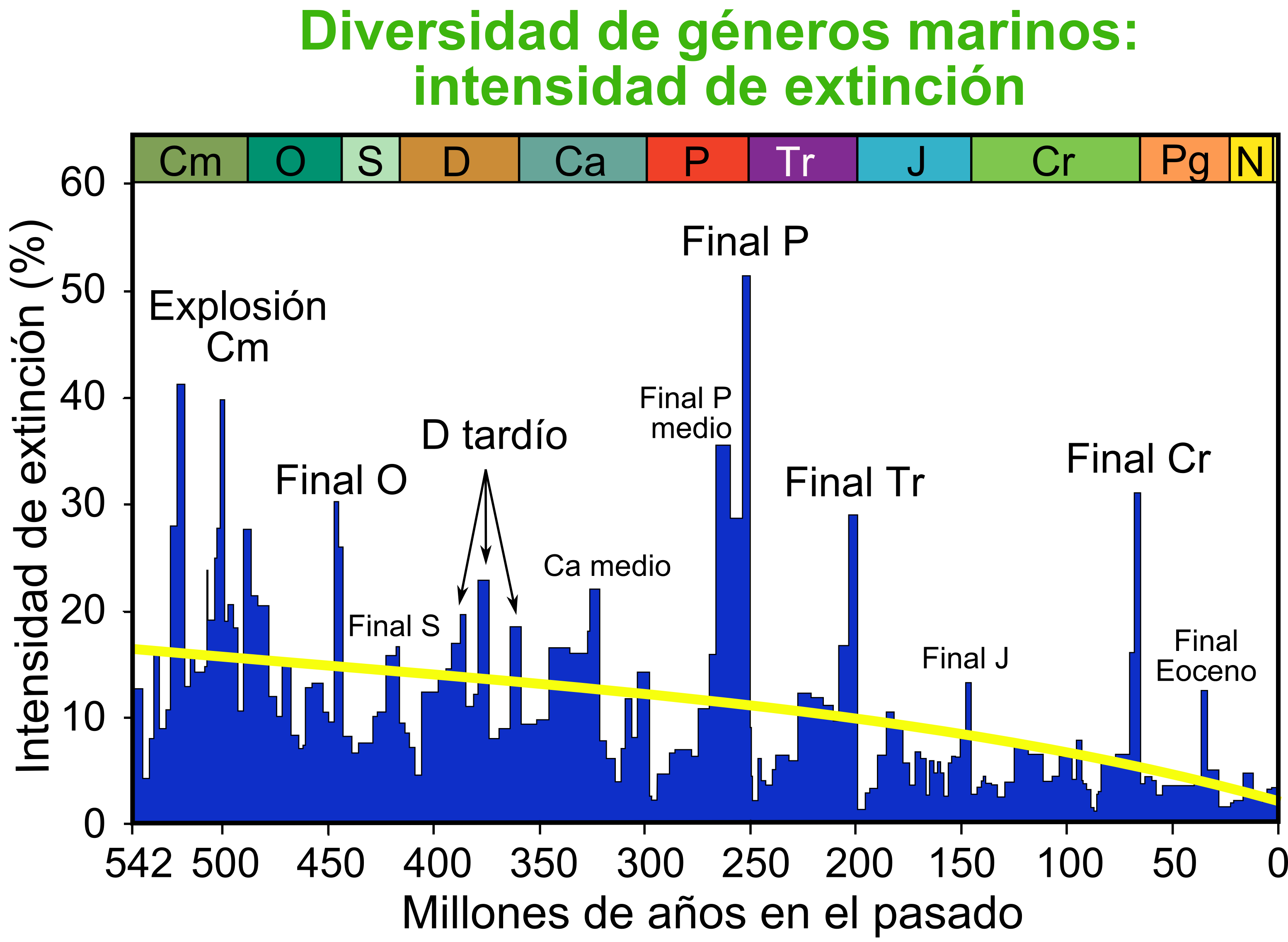
La extinción masiva del Pérmico-Triásico señalada como "Final P" en el gráfico.

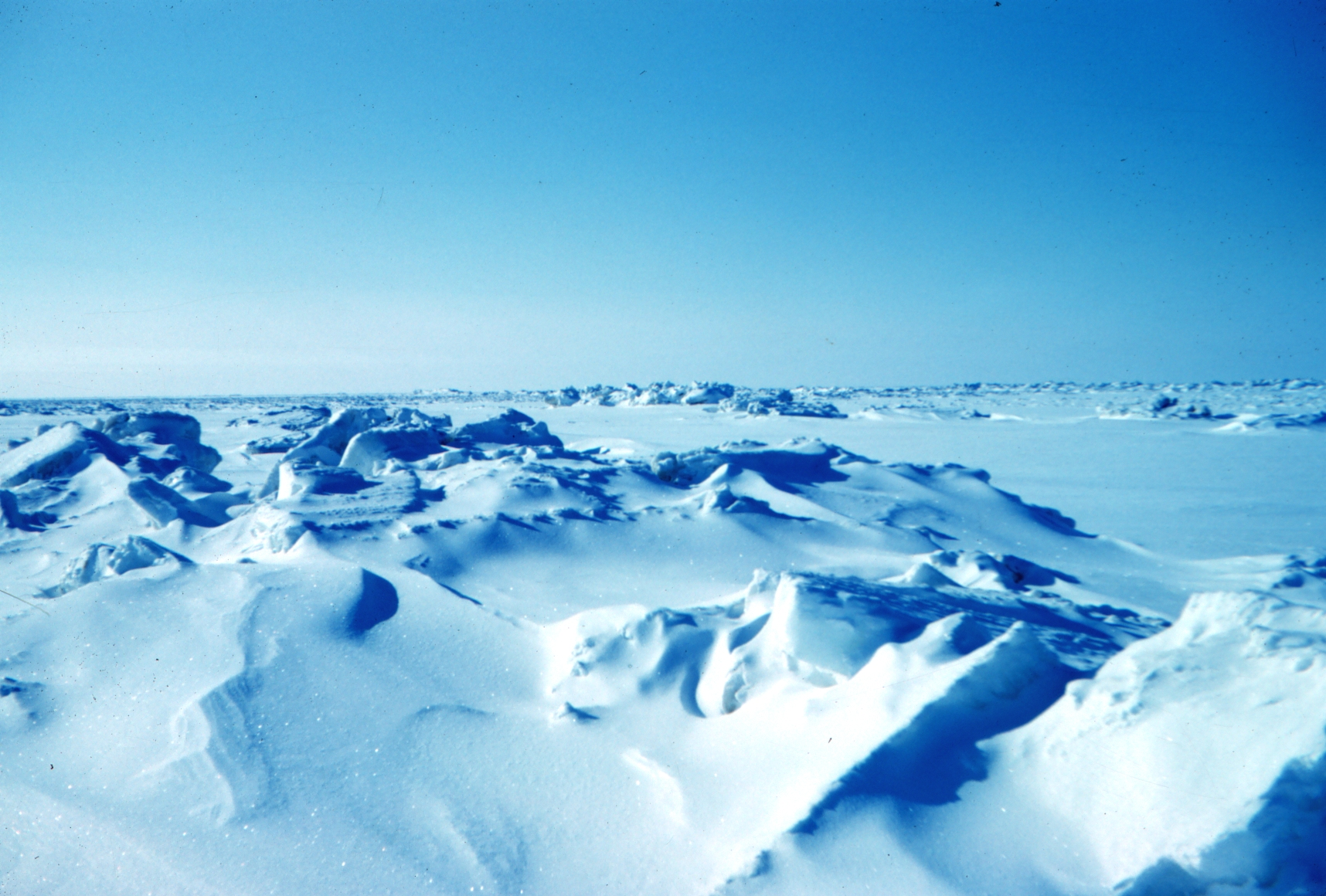
Una vista de la banquisa alaskeña. Tal vez así era toda la superficie de la Tierra durante la edad de hielo conocida como Tierra Bola de Nieve.

#### Superpoblación y crisis agrarias

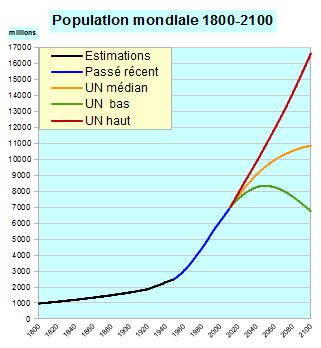
3 escenarios de evolución de la población mundial entre 1800 y 2100.

#### Desastres ambientales

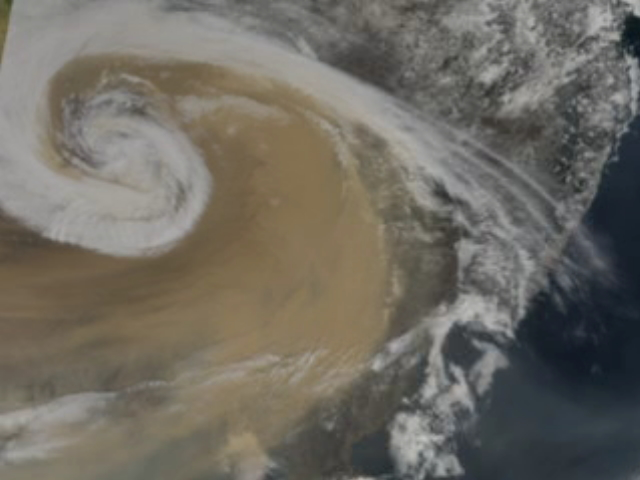
Las partículas de contaminación del aire de la " Nube Marrón Asiática " (la misma superficie que los Estados Unidos) pueden viajar por todo el planeta.

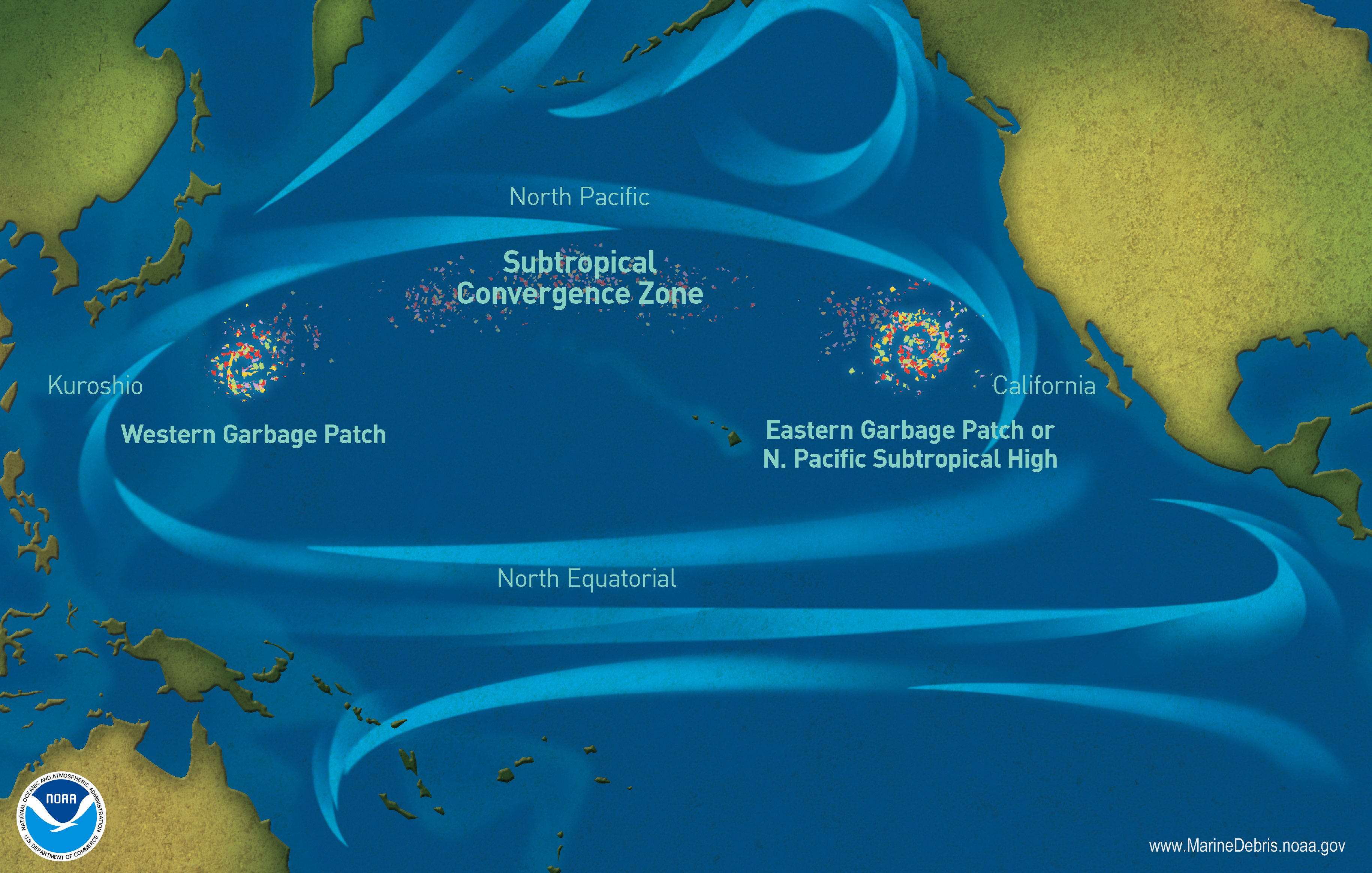
La acumulación de residuos plásticos en el Pacífico Norte.

#### Guerras y destrucción masiva

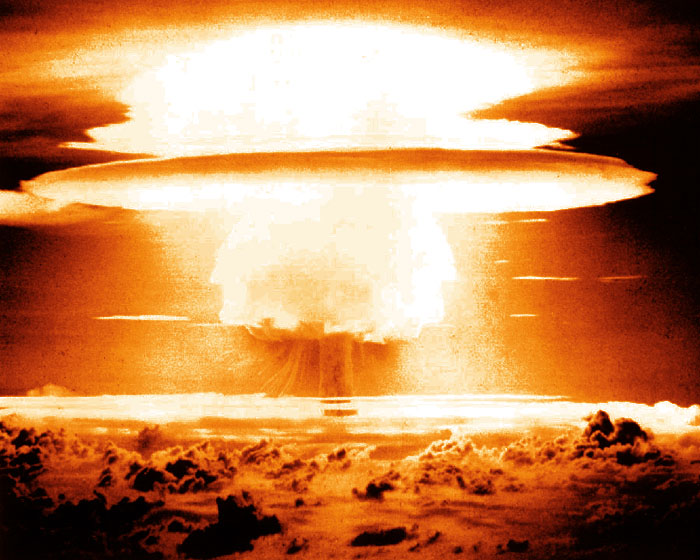
Castillo Bravo, con una potencia de 15 Mt, explotando sobre Bikini en 1954.

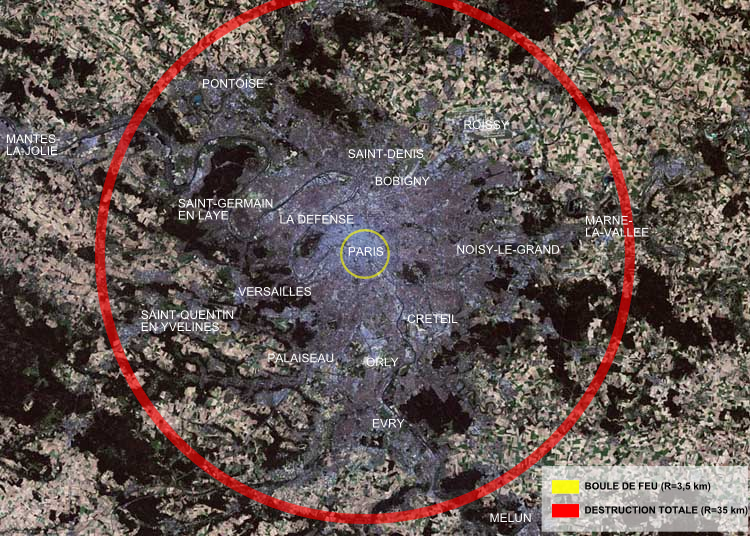
Efecto asumido de la Bomba del Zar (la bomba H más grande jamás probada, con una potencia de 57 Mt) en la región de París: el círculo rojo (radio: 35 km) corresponde a la zona de destrucción completa.

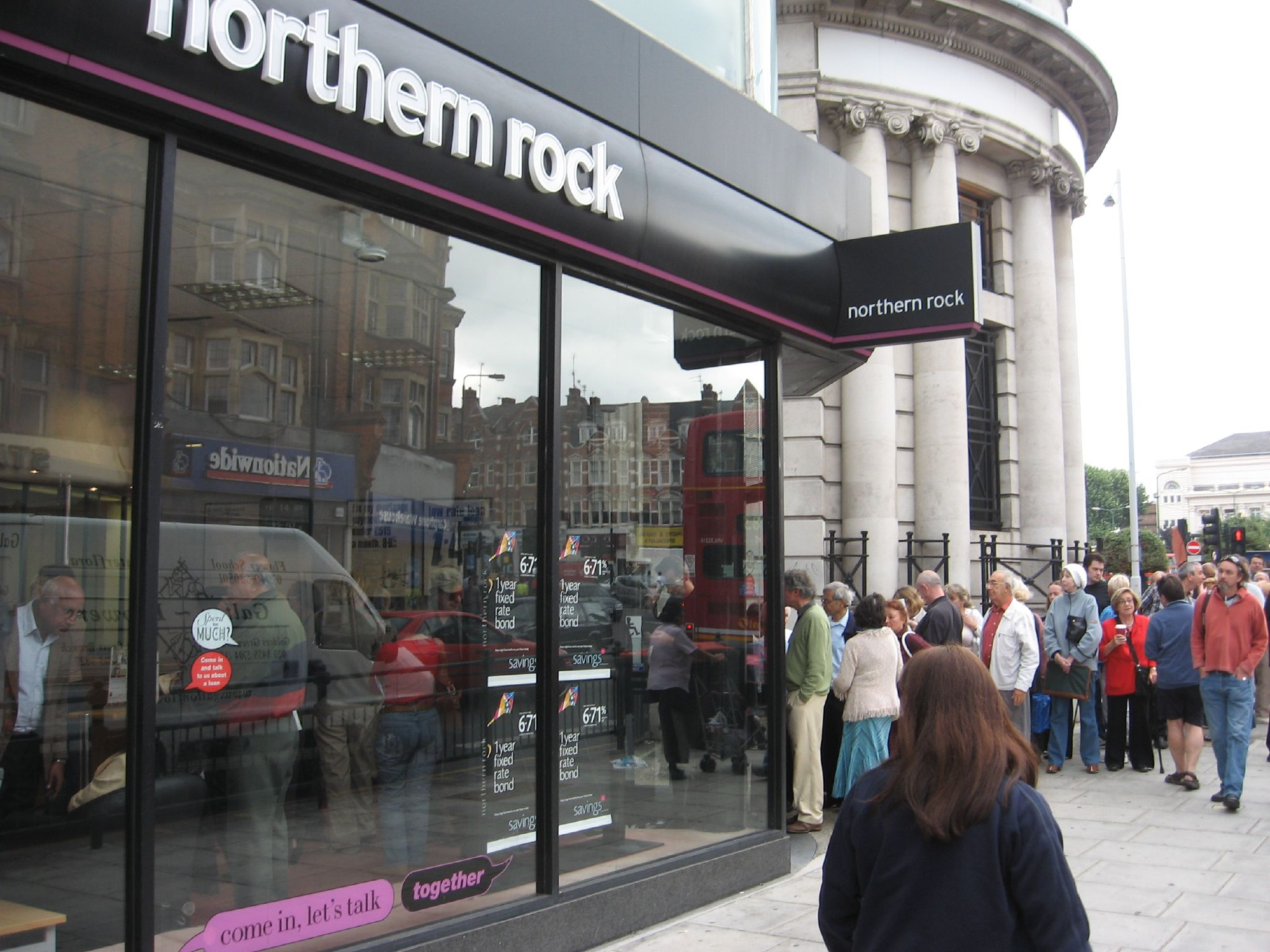
Conatos de pánico bancario en Inglaterra: colas de clientes frente a las oficinas del Northern Rock para sacar los ahorros.

#### Riesgos sistémicos

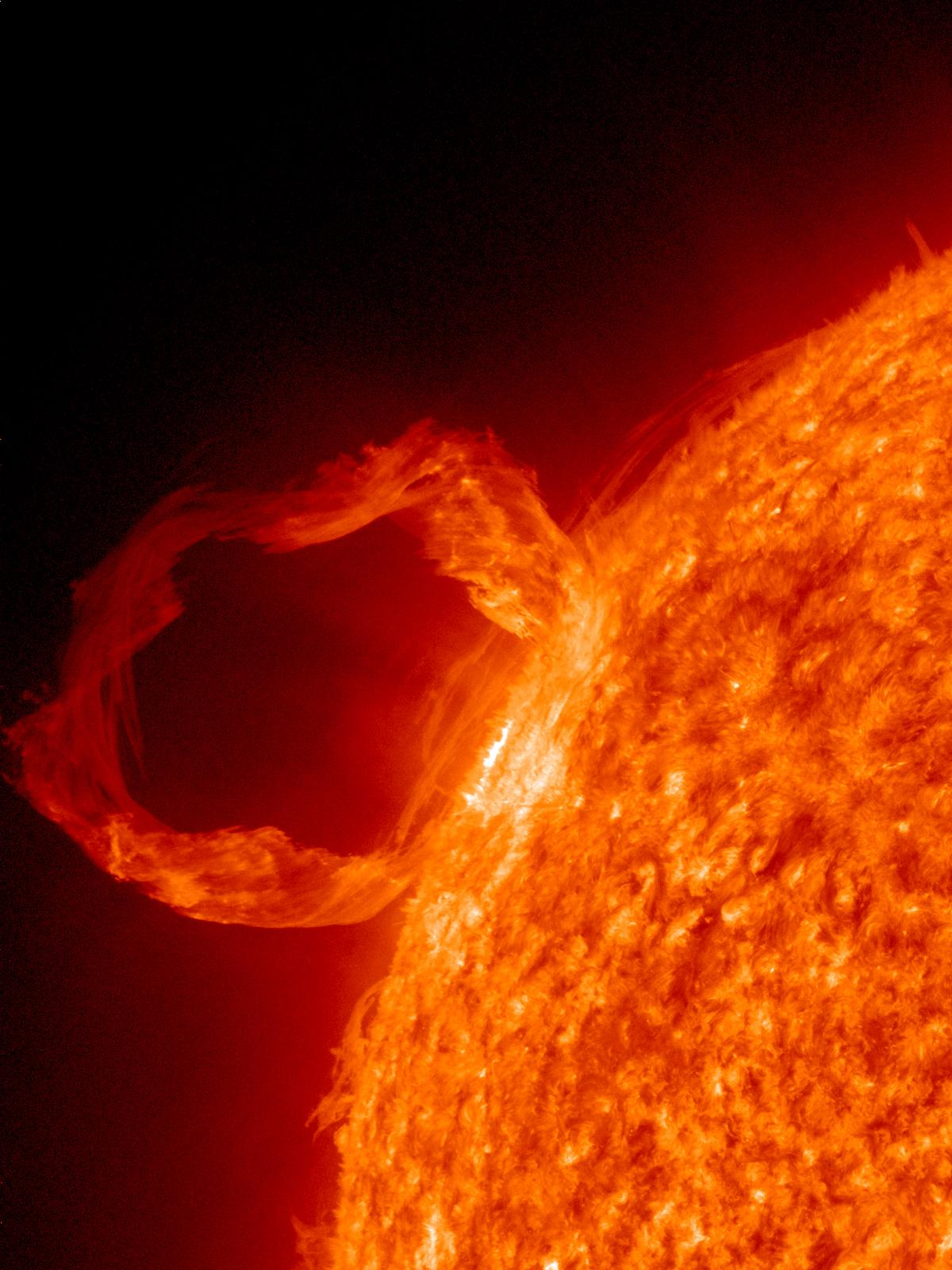
Fulguración solar

#### Inteligencia artificial

Un algoritmo evolutivo utiliza operadores de selección iterativa (en azul) y variación (en amarillo). i: inicialización, f (X): evaluación,? : criterio de parada, Se: selección, Cr: cruce, Mu: mutación, Re: reemplazo, X *: óptimo.

#### Biotecnología

Señal de advertencia de peligro biológico.